# Farrea nodulosa
Farrea nodulosa är en svampdjursart som beskrevs av Isao Ijima 1927. Farrea nodulosa ingår i släktet Farrea och familjen Farreidae.
Artens utbredningsområde är havet kring Indonesien. Inga underarter finns listade i Catalogue of Life.